# 坎根河
坎根河（Kangen River）是南蘇丹的河流，位於東赤道省和瓊萊省，從海拔高度500米的發源地，向北流進南蘇丹和肯亞主權爭議的地區，最終在皮博爾附近注入皮博爾河。
6°47′N 33°9′E / 6.783°N 33.150°E

## 外部連結
- Kangen River（页面存档备份，存于）
- sudan-map（页面存档备份，存于）